# 阿爾凱山 (克羅帕爾卡區)
10°13′52″S 76°53′11″W / 10.23111°S 76.88639°W
阿爾凱山（Alcay），是秘魯的山峰，位於該國中部瓦努科大區，由勞里科查省的克羅帕爾卡區負責管轄，屬於瓦伊瓦什山脈的一部分，海拔高度5,300米。